# Adolph Hund von Saulheim

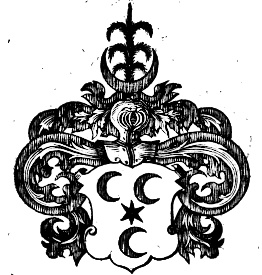
Familienwappen der Hund von Saulheim

Adolph Hund von Saulheim, auch Hundt von Saulheim (* um 1595; † 29. April 1668 in Mainz) war ein deutscher Domdekan und Dompropst im Erzbistum Mainz, sowie Domherr in Speyer und Würzburg.

## Herkunft und Familie
Er entstammte dem 1750 erloschenen rheinhessischen Adelsgeschlecht der Hund von Saulheim, mit ihrem Stammsitz in Saulheim. Sie waren ursprünglich Ministeriale des Mainzer Erzbischofs, später gehörten sie dem Ritterkanton Oberrhein an. 

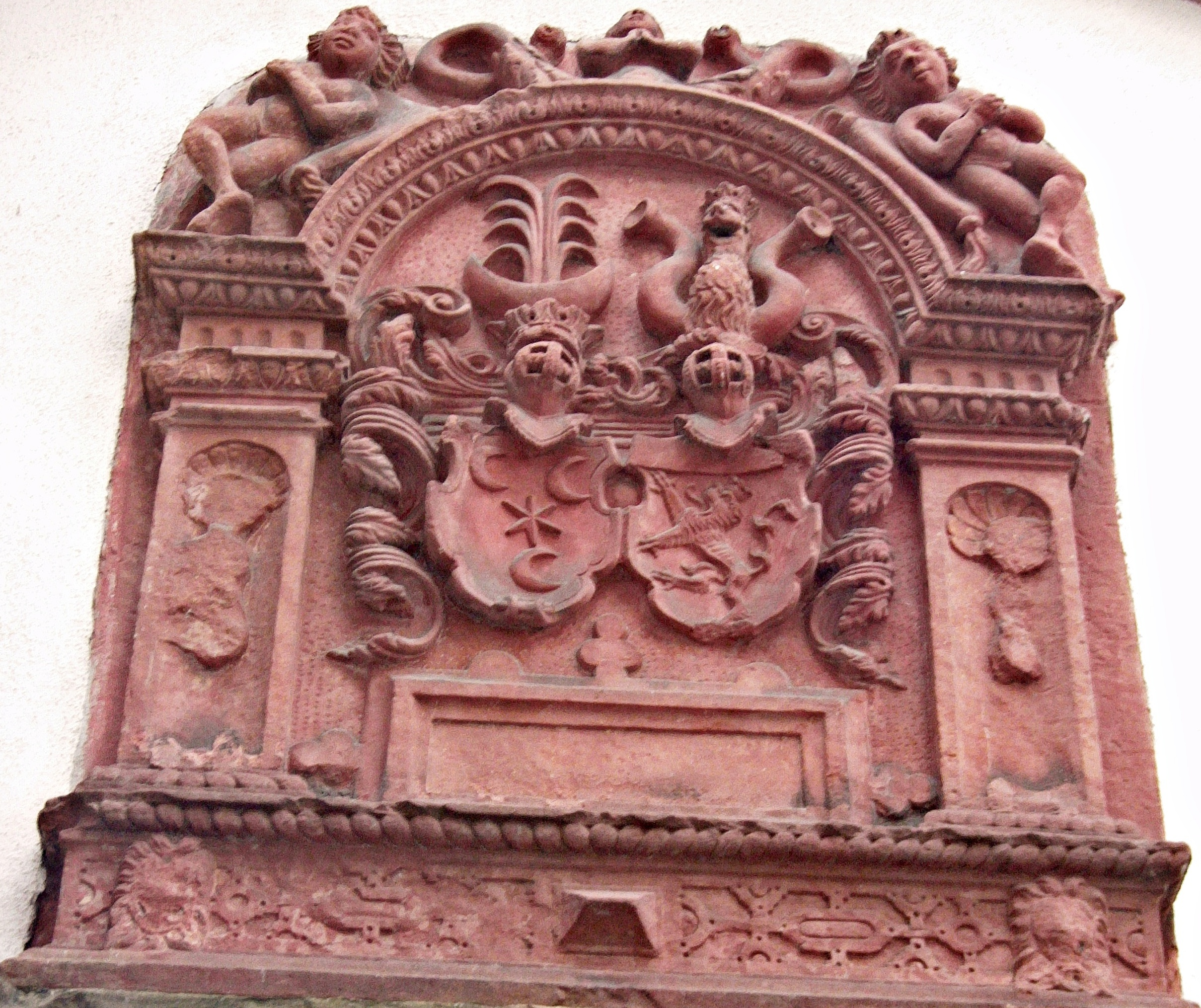
Allianzwappen der Eltern, am Alten Schlösschen in St. Martin

Adolph Hund von Saulheim wurde geboren als Sohn des Johann Christoph Hund von Saulheim († 1624) und seiner Gattin Christine geb. von Dienheim. Ihr Vater Peter von Dienheim war der Bruder des Speyerer Fürstbischofs Eberhard von Dienheim († 1610).
Johann Christoph Hund von Saulheim amtierte zuerst als Domherr in Mainz und Speyer, trat jedoch zur Erhaltung des Familienstammes, mit päpstlicher Dispens, 1581 aus dem geistlichen Stand aus und heiratete. Danach bekleidete er die Stellung eines fürstbischöflich speyerischen Oberamtmannes in Marientraut zu Hanhofen. Die Eheleute erbauten sich einen Adelssitz in Sankt Martin (Pfalz), das sogenannte Alte Schlösschen (heute Weingut Schneider) in der Maikammerer Straße 5–7. Dort sind noch mehrere ihrer Wappensteine erhalten.

## Leben und Wirken

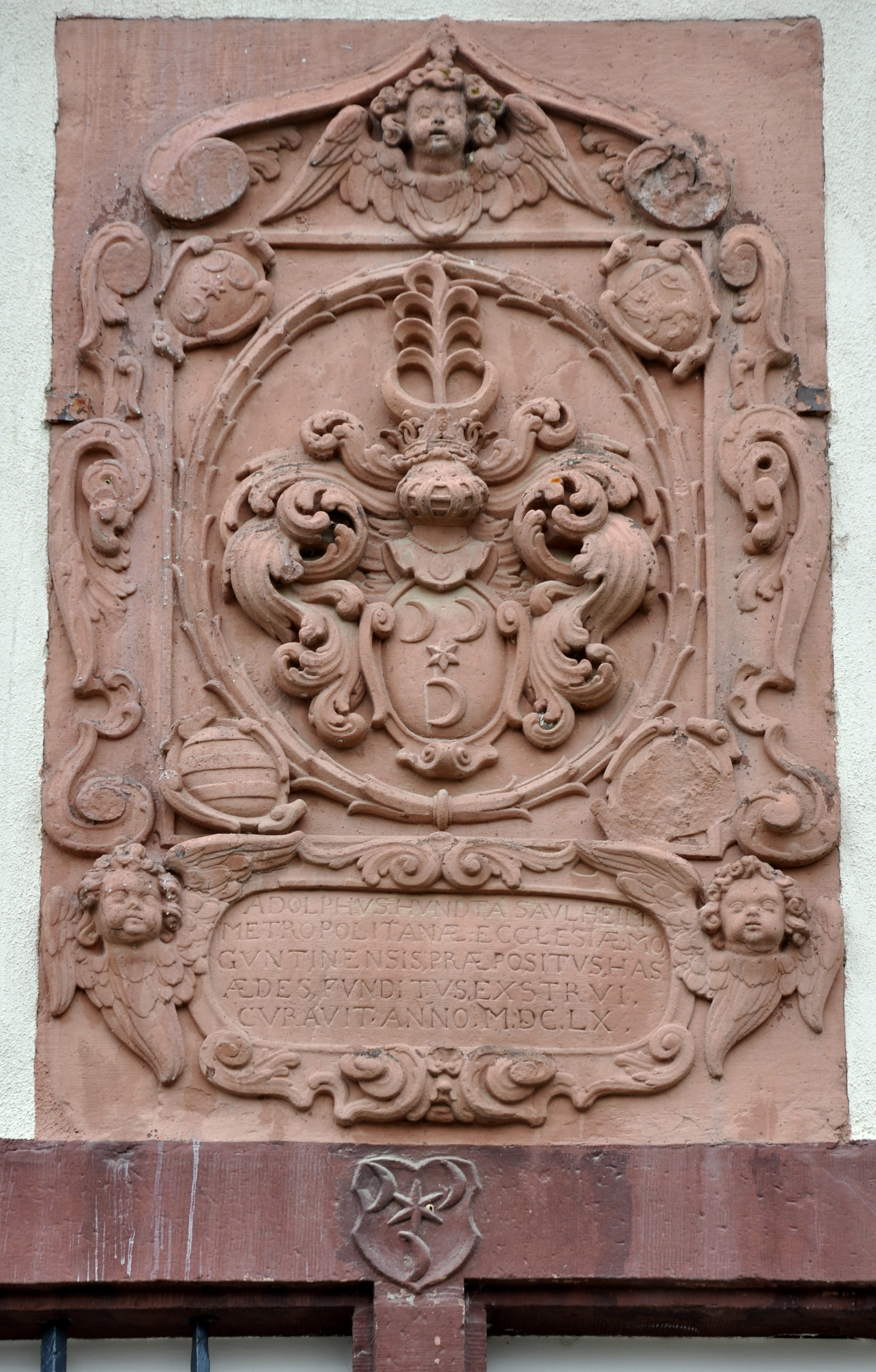
Wappenstein des Adolph Hund von Saulheim am Bassenheimer Hof, Kiedrich

Adolph Hund von Saulheim erhielt am 4. April 1609 Tonsur sowie niedere Weihen und wurde am gleichen Tag Domizellar am Ritterstift St. Burkard in Würzburg, 1610 Domherr in Mainz. Ab 1613 studierte er in Köln, ab 1615 Rechtswissenschaften in Ingolstadt, 1618 in Mainz. 
Am 18. Juni 1619 wurde der Adelige Stiftskapitular an St. Burkard in Würzburg, am 16. Januar 1624 wählte man ihn hier zum Dekan. 1634 avancierte Hund von Saulheim zum Domscholaster in Mainz, am 22. Juni 1638 wurde er Mainzer Domdekan, woraufhin er vom Amt des Würzburger Stiftsdekans resignierte. Am 10. Dezember 1652 erfolgte die Ernennung zum Mainzer Dompropst. Zusätzlich war Adolph Hund von Saulheim Domherr in Würzburg und Speyer, Propst von St. German zu Speyer, sowie Kapitular in Mainz St. Alban, St. Viktor und Mariengreden. 
Bei der Wahl von Kaiser Leopold I., 1658 in Frankfurt am Main, fungierte Hund von Saulheim als amtlicher Zeuge und proklamierte auch anschließend den neuen Herrscher.

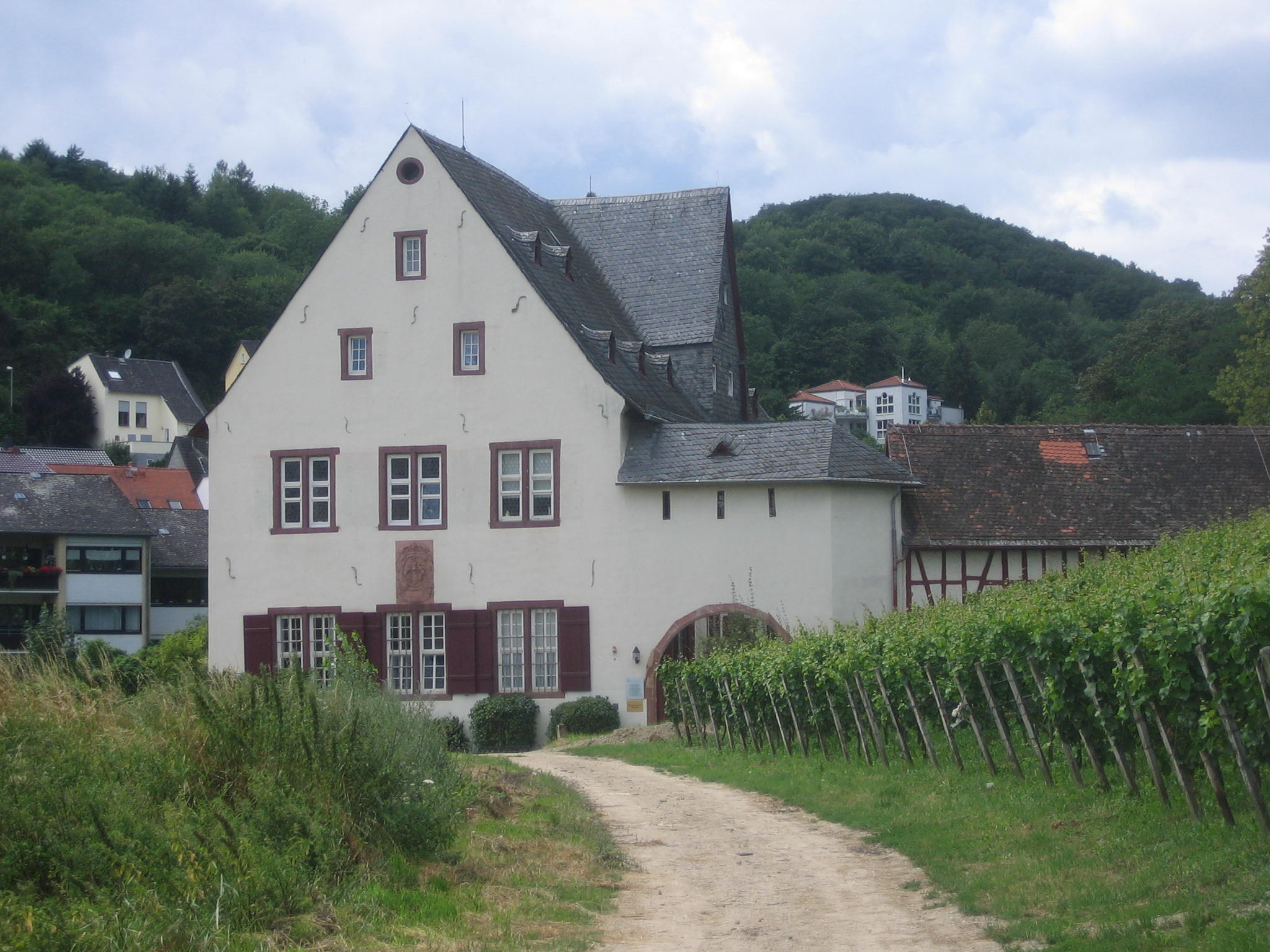
Bassenheimer Hof in Kiedrich

1660/61 ließ sich der Dompropst in Kiedrich einen Adelssitz erbauen, den heutigen Bassenheimer Hof.
1664 wurde das im Dreißigjährigen Krieg zerstörte Gewölbe der Stiftskirche St. Burkard in Würzburg erneuert. Hier ist Adolphs kunstvoller Wappenschlussstein mit Namensinschrift eingebaut, vermutlich war er finanziell am Wiederaufbau beteiligt.
Für den Mainzer Dom stiftete er 1665 den sogenannten Saulheimer Altar, einen Marienaltar, der sich heute in der vorletzten Kapelle des nördlichen Seitenschiffs (Barbarakapelle) befindet und seine Abbildung trägt.
Adolph Hund von Saulheim starb am 29. April 1668 in Mainz und wurde in der Marienkapelle des Domes beigesetzt; dort befand sich bis 1963 auch der von ihm gestiftete Altar.
Sein Bruder Johann Reinhard Hund von Saulheim starb 1630 als Speyerer Domdekan.
Auf Adolph Hund von Saulheim bezieht sich die örtliche Sage Die Bauern von Gonsenheim und der Hund von Saulheim, in welcher der Humor des Dompropstes gepriesen wird, der als „ein aufgeräumter und stets zu Scherzen aufgelegter Herr bekannt“ gewesen sei.